# کامیاب شو
کامیاب شو (به انگلیسی: Get Lucky) تک‌آهنگی از گروه موسیقی موسیقی هاوس دفت پانک، فارل ویلیامز است که در ۱۹ آوریل ۲۰۱۳ منتشر شد. این تک‌آهنگ در آلبوم حافظه‌های تصادفی قرار داشت.
این تک‌آهنگ در چارت‌های ایتالیا، والونیا، اسکاتلند، فرانسه، ایرلند، استرالیا، اسپانیا، دانمارک، فلاندرز، اتریش، بریتانیا، در رتبه اول و در چارت‌های، نروژ، لهستان، فنلاند، سوئد، نیوزلند، جزو ده ترانه اول قرار گرفت.
این آهنگ تاثیر بسزایی در معروفیت دفت پانک گذاشت.